# 白泥镇
白泥镇，是中华人民共和国贵州省遵义市余庆县下辖的一个乡镇级行政单位。
2015年7月14日，贵州省人民政府批复同意余庆县部分乡镇行政区划调整，新设置的白泥镇辖原小腮镇、原白泥镇明星社区、下里村、满溪村、大龙村、民同村、新寨村、金星村、天堂村，镇人民政府驻明星社区。

## 行政区划
白泥镇下辖以下地区：
明星社区、下里村、满溪村、大龙村、民同村、新寨村、春景村、迎春村、魁龙村、中关村、桂花村和哨溪村。